# Église Saint-Pierre de Collonges-la-Rouge
Pour les articles homonymes, voir Église Saint-Pierre.
L'église Saint-Pierre est une église catholique située à Collonges-la-Rouge, en France.

## Localisation
L'église est située dans le département français de la Corrèze, sur la commune de Collonges-la-Rouge.

## Historique

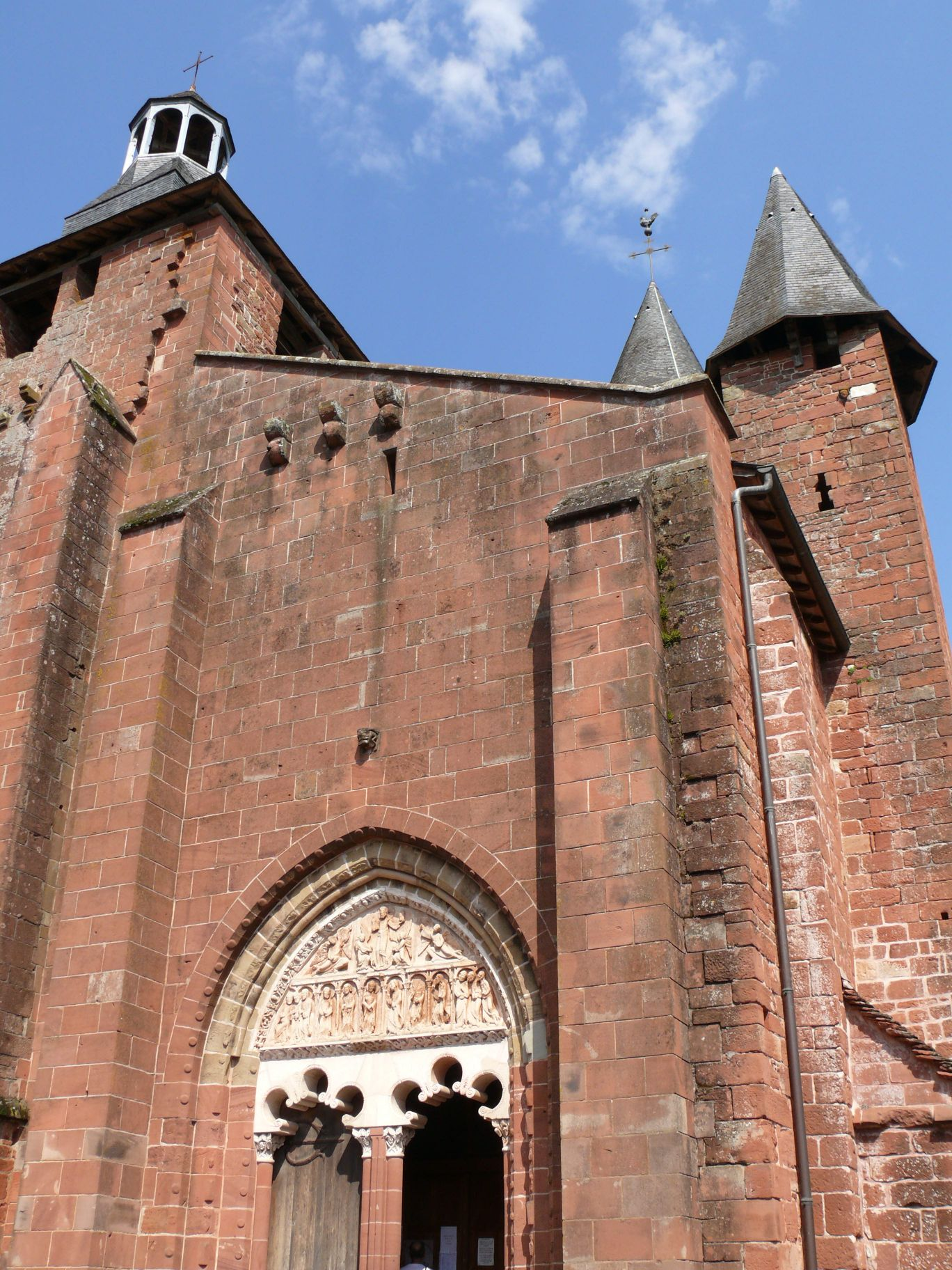
Les trois corbeaux au-dessus du portail rappellent la présence d’une ancienne bretèche, témoin de la fortification de l'église à la fin du XIVe siècle.

L’église Saint-Pierre, construite en grès rouge à la fin du XIe et au XIIe siècles, a été agrandie à la fin du Moyen Âge. Elle est fortifiée à la fin du XIVe siècle. À la même époque, elle est agrandie avec l’ajout d’une deuxième nef, plus courte que la première et surmontée d’un deuxième clocher. Quatre chapelles de taille inégale viennent l’enrichir aux XVe et XVIe siècles, ce qui lui confèrent ce plan irrégulier atypique. L’église est à nouveau fortifiée lors des guerres de religion au XVIe siècle avec la tour carrée au sud, dite tour du guetteur.
Afin d'enrayer le déclin de Collonges, dont la prospérité est anéantie par le phylloxéra qui décime les vignes dans les années 1880 et par l'exode rural, la municipalité entreprend des efforts de conservation dès 1902, demande son classement et l'aide financière en conséquence pour sauver son église fortifiée qui menace ruine dans un village tombé dans l'oubli. Elle parvient à la faire classer au titre des monuments historiques depuis le 4 avril 1905.

## Extérieur
Le clocher roman datant du XIIe siècle, a une base carrée sur deux étages, ajourée de hautes baies en plein cintre. L’étage suivant, percé de baies à gables, est formé de massifs d'angle surmontés d'un cordon saillant. Il opère la transition vers le plan octogonal des trois derniers niveaux, le dernier étage portant une couverture conique remplace l’ancienne flèche en grès rouge. Cette structure rare et particulièrement élaborée, représente le type le plus archaïque du clocher limousin. Quatre exemplaires seulement du clocher limousin subsistent, implantés sur une ancienne croisée (Collonges), sur une travée de nef (Uzerche, Saint-Junien), ou sur un porche à support central (Saint-Léonard-de-Noblat).
L'église possède un remarquable portail orné d'un tympan en calcaire Nazareth (localité proche de Turenne) qui tranche avec le grès rouge. Il aurait été sculpté au XIIe siècle par des artistes de Toulouse. La tradition rapporte que pendant le guerres de Religion, les Collongeois restés fidèles au culte catholique démontent le tympan pour le sceller à dix mètres de hauteur derrière un parement du mur du pignon, afin de le mettre hors de portée des actes de vandalisme des Huguenots. Ce tympan est remis en place en 1923, lors de la restauration de l’église. Ses sculptures en demi-relief représentent, selon les érudits, l'ascension de Jésus ou le Retour du Christ. Au centre du registre supérieur le Christ, tenant le Livre aux sept sceaux est encadré par deux anges, entourés par deux autres anges accroupis. Dans le registre inférieur, la Vierge est entourée de onze apôtres. Le traitement de la représentation est fortement inspiré du tympan de la cathédrale Saint-Étienne de Cahors. « Les deux arcs trilobés à crossettes ourlés de perles qui supportent le tympan sont soutenus par 4 chapiteaux à palmettes perlées. Seul celui de droite, surmonté par un montreur d’ours qui tient son animal par une corde, est d’origine. Les trois autres sont des copies du premier, réalisés pour la restauration de 1984 ».

## Intérieur
On pénètre d'abord dans une nef de style roman, très dépouillée.  La nef de gauche, de style gothique, est éclairée par des vitraux. La tradition locale affirme que pendant les guerres de Religion, le culte catholique était célébré dans la nef actuelle tandis que le culte protestant avait lieu dans la Chapelle Saint Jacques. La tradition locale raconte aussi que chacun des camps s’ingéniait à perturber l’office de l'autre.
L’autel principal, peint en bleu et doré, est constitué d’un autel du XIXe, d’un gradin en partie du XVIIe siècle, d’un tabernacle du siècle suivant, et d’un retable reconstitué au XIXe siècle avec des éléments des deux siècles précédents. Il est classé en 1978 et restauré en 1984-1985.

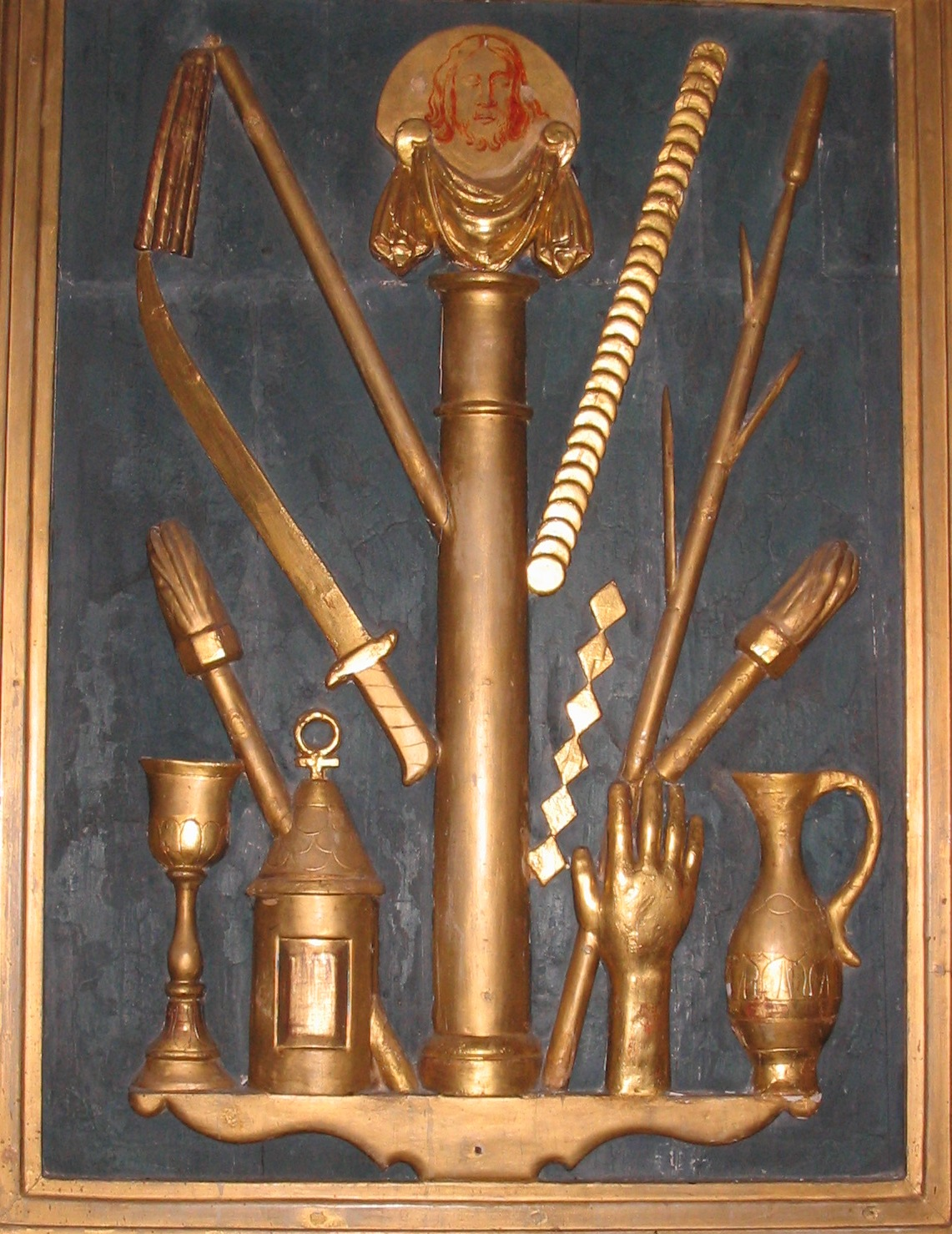
Instruments de la Passion représentés sur un retable : main de Pilate, aiguière, trente deniers de Judas…

L’autel de la chapelle sud, son gradin, son tabernacle et le retable, en bois sculpté et doré, représentant la Passion, date du XVIIe siècle ; il est inscrit comme monument historique.
Une clôture de chapelle en bois sculpté et ajourée, avec portillon central, datant de la fin du XVIIe siècle ou des années 1700, et ornée de coquilles, rinceaux, volutes, feuilles d’acanthe et atlantes ; elle est inscrite dans la liste des objets classés MH (1982).
La statue de bois du Christ gisant date du XVIe siècle : elle a été retrouvée dans une haie en 1971. Elle est inscrite aux monuments historiques, en même temps que la Vierge de Pitié en bois doré et peint, datant du XVIIe ou du XVIIIe siècle, la Vierge à l’Enfant (Notre-Dame-de-Collonges ou des Victoires, XVIIIe siècle).
Un Christ en croix, en bois sculpté, sur une croix rapportée, date du XVIIe siècle ; il est inscrit.

## Galerie d'images

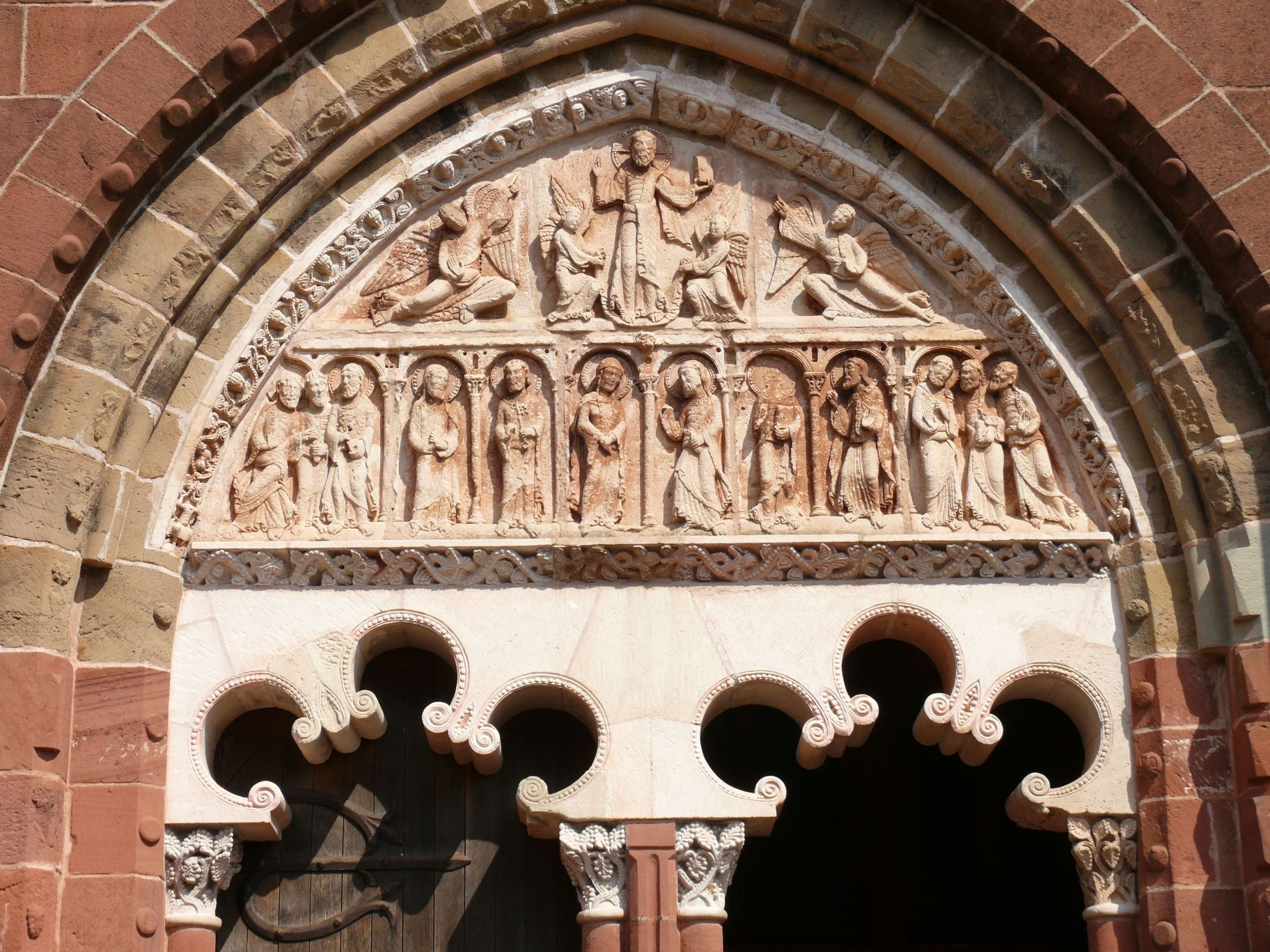
Le tympan
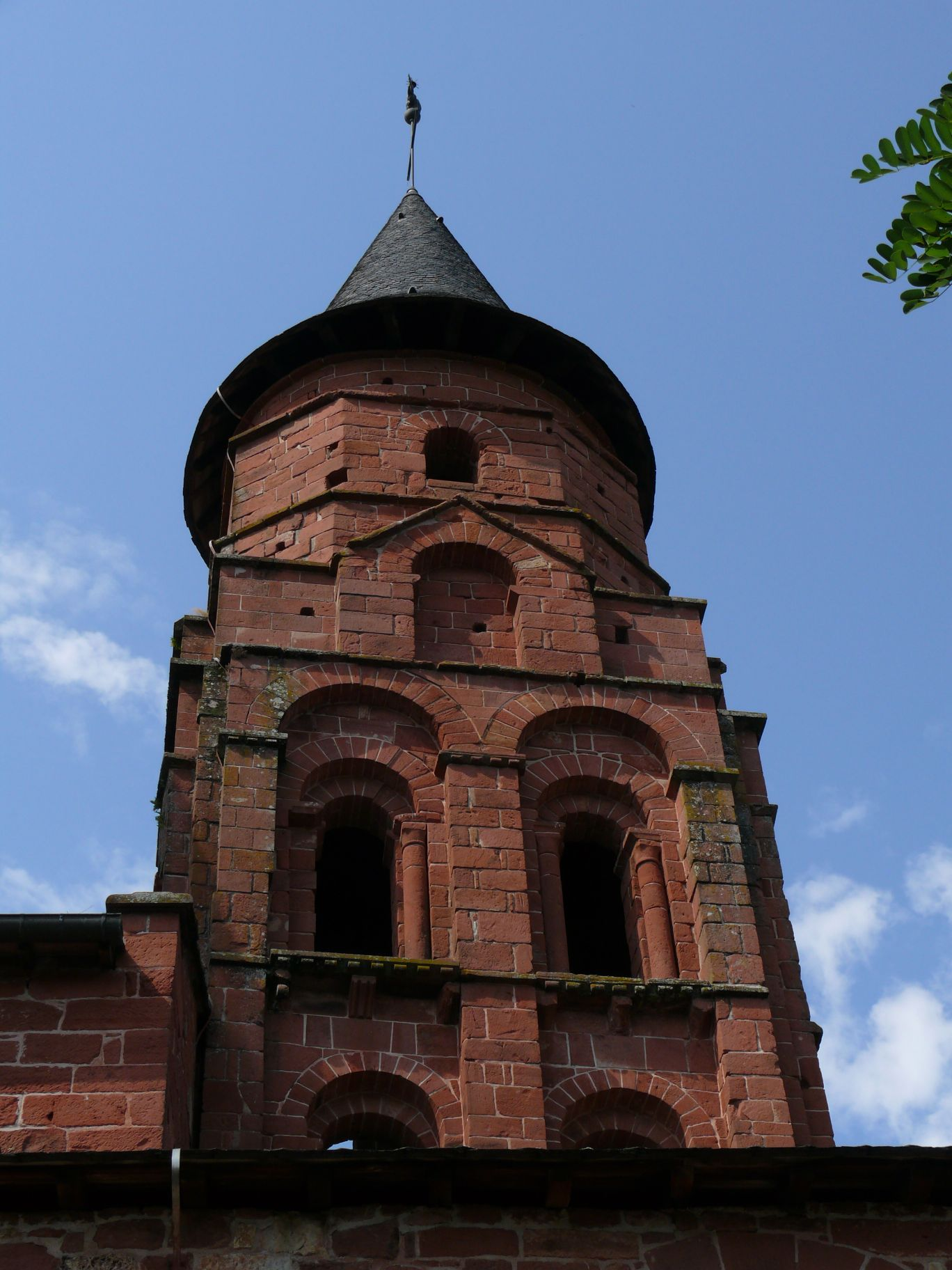
Le clocher
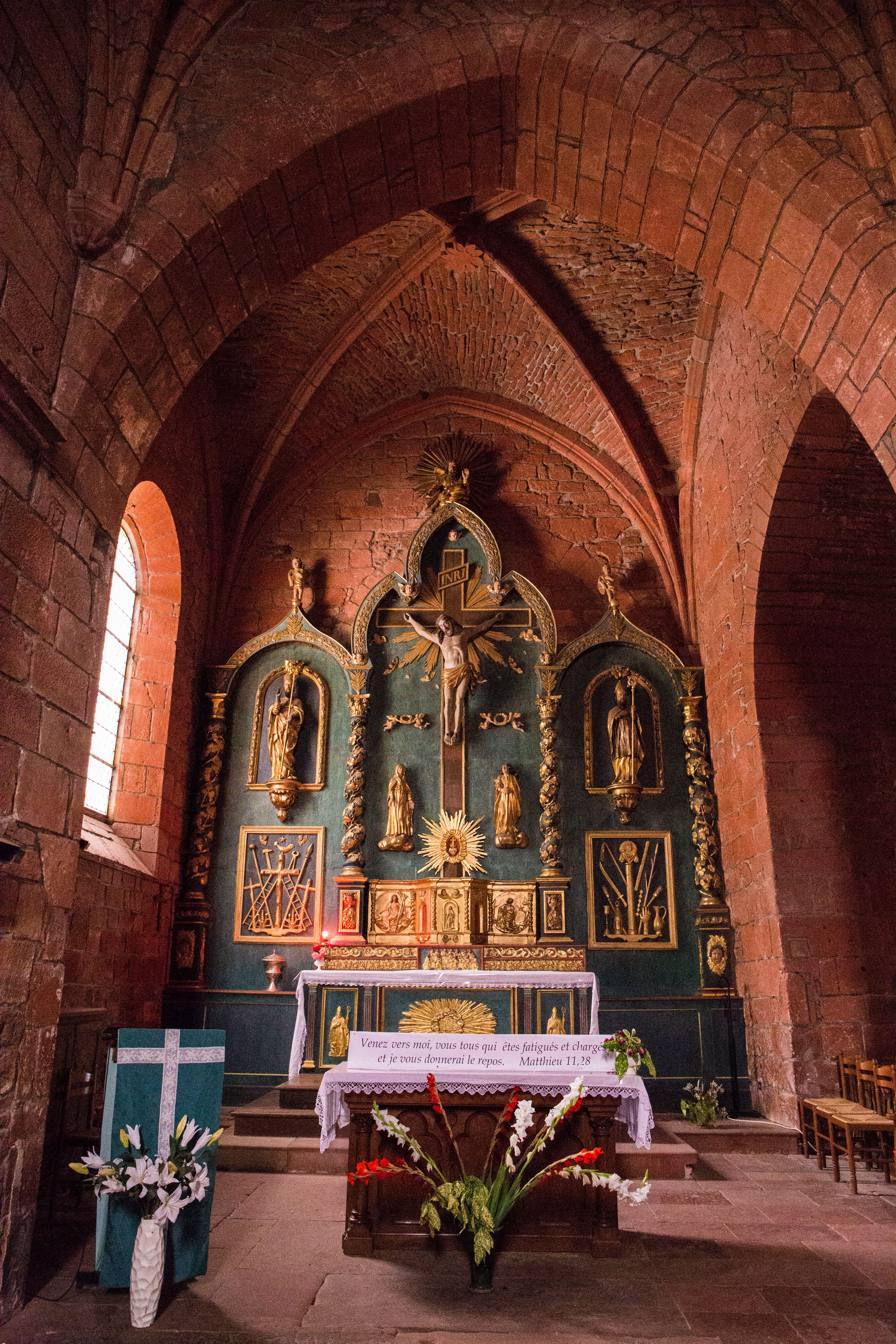
Le chœur